# Synogarlica popielata
Synogarlica popielata (Streptopelia capicola) – gatunek średniej wielkości ptaka z rodziny gołębiowatych (Columbidae), wyglądem przypominający sierpówkę. Zamieszkuje wszelkie środowiska: lasy, sawannę, pola i parki południowej i wschodniej Afryki. Żywi się nasionami, owocami, liśćmi i bezkręgowcami. Jest gatunkiem bardzo pospolitym.

## Podgatunki i zasięg występowania
Międzynarodowy Komitet Ornitologiczny i autorzy HBW wyróżniają następujące podgatunki:
- S. c. electa (Madarász, 1913) – zachodnia Etiopia[2]
- S. c. somalica (Erlanger, 1905) – wschodnia i południowo-wschodnia Etiopia, Somalia i północna Kenia na południe po rzekę Ewaso Ng’iro[2]
- S. c. tropica (Reichenow, 1902) – południowo-zachodnia Etiopia i centralna Kenia po Angolę, Zimbabwe i RPA[2]
- S. c. onguati Macdonald, 1957 – południowo-zachodnia Angola i północna Namibia[2]
- S. c. damarensis (Hartlaub & Finsch, 1870) – Namibia, Botswana i południowo-zachodnie Zimbabwe[2]
- S. c. capicola (Sundevall, 1857) – zachodnie RPA[2]

Synogarlice popielate są bardzo pospolite i występują we wszelkiego rodzaju środowiskach: w lasach, buszu, na sawannie, terenach rolniczych, w parkach i ogrodach podmiejskich.

## Morfologia
Synogarlica popielata jest niedużym gołębiem, zwykle osiąga około 25 cm długości i 106–200 g masy ciała. Upierzenie jest ciemnobeżowe z ciemniejszym wierzchem ciała, niebieskoszarą krawędzią skrzydła i czarnymi lotkami pierwszego rzędu. Z tyłu szyi znajduje się charakterystyczna czarna półobróżka. Samce są podobne do samic, lecz mogą być nieco większe.
Gołębie te żyją zwykle samotnie lub w parach, choć mogą tworzyć większe stada w pobliżu źródeł pożywienia i wody.
Ich śpiew to  zwykle monotonne i wysokie „Cuuka-luu”, które powtarzają dziesięć do trzydziestu razy. Drugi z wydawanych dźwięków to szybkie brzmiące jak śmiech „hu-hu-hu”.

## Pokarm
Żeruje zwykle na ziemi. Żywi się głównie nasionami, dietę uzupełnia owocami, nektarem, liśćmi i owadami. Wśród zaobserwowanego pokarmu można wyróżnić:
- nasiona: traw, sorgo, kukurydzy, owsa, łubinu, wiązu, akacji, wilczomleczu, sosny, dębu szypułkowego, eukaliptusa;
- owoce: sumaka, lantany;
- liście: sukulentów;
- nektar: aloesu;
- bezkręgowce: dżdżownice, termity, mrówki, mszyce, szarańczowate.

## Rozród
Jest to jeden z najbardziej płodnych ptaków Afryki. Sezon lęgowy trwa u nich cały rok, jedynie w miejscach występowania pór deszczowych przypada on na okres sierpień-listopad. Gniazdo z gałązek, liści i korzeni zwykle buduje samica. Większość prac wykonuje we wczesnych godzinach porannych i zajmuje jej to od 3 do 8 dni. Zwykle buduje własne gniazdo, jednak mogą one również korzystać z gniazd z zeszłego sezonu lub zajmować opuszczone gniazda innych ptaków. Często gniazduje na gatunkach drzew obcych, takich jak akacje (Acacia saligna i Acacia cyklop), sosny (Pinus) i eukaliptusy (Eucalyptus). Znosi od 1 do 4 jaj, zwykle 2, które są wysiadywane przez 13–16 dni. Pisklęta opuszczają gniazdo po upływie 16–17 dni, po czym są one zależne od swoich rodziców jeszcze przez 12 dni.

## Zagrożenia i ochrona
Gatunek ten ma bardzo duży zakres występowania. Wielkość populacji nie została określona ilościowo, ale gołąb ten jest bardzo pospolity. Tendencja populacji wydaje się również wzrastać. Ich siedliska są co prawda często niszczone, jednak gołębie szybko znajdują nowe. Również mimo częstych polowań na te ptaki, ich liczebność nie spada. W Czerwonej księdze gatunków zagrożonych Międzynarodowej Unii Ochrony Przyrody i Jej Zasobów został zaliczony do kategorii LC (niskiego ryzyka).